# Home de gingebre
L'home de gingebre o gingebret, és un dolç típic de nadal, una galeta feta de pa de gingebre. Aquesta galeta es caracteritza per tenir forma humana.
El primer cop que es documenta aquesta galeta és a la cort de la Reina Isabel I d'Anglaterra, on es donaven galetes amb forma de persona. Tot i que l'origen sembla anglès, es va popularitzar als Estats Units d'Amèrica. Fruit de la globalització aquestes galetes van arribar a tot al món.
Gairebé tots els gingebrets tenen la mateixa aparença: cames i braços petits i sense dits. També acostumen a tenir cara i botons. els botons poden ser dibuixats o de llaminadures. És habitual que els infants decorin els seus homes de gingebre al seu gust.
Hi ha una llegenda infantil molt popular als Estats Units d'Amèrica que explica que un home de gingebre va cobrar vida i tothom se'l volia menjar. Però ell corre més que tots els altres fins que una guineu, amb l'astúcia, l'enganya i se'l cruspeix.